# قشلاق قرة سقال
قشلاق قرة سقال (بالإنجليزية: Qeshlaq-e Qareh Seqal)‏ هي human-geographic territorial entity تقع في أردبيل في إيران. يقدر عدد سكانها بـ 25 نسمة .